# Cory Monteith
Pour les articles homonymes, voir Monteith.
Cory Monteith est un acteur et chanteur canadien né le 11 mai 1982 à Calgary en Alberta et mort le 13 juillet 2013 à Vancouver en Colombie-Britannique.
Il est principalement connu pour son rôle de Finn Hudson dans la série télévisée américaine Glee diffusée sur la FOX.

## Biographie

### Jeunesse et formation
Cory Allan Michael Monteith est né à Calgary en Alberta et a grandi à Victoria en Colombie-Britannique. Ses parents divorcent alors qu'il a sept ans. Il commence ensuite à avoir des difficultés à l'école. À treize ans, il commence à consommer de la marijuana et à boire de l'alcool.
Il intègre différents collèges, et suit des programmes pour enfants en difficulté. Il quitte le cursus scolaire à l'âge de seize ans. Entre-temps, sa consommation d'alcool et de drogue augmente. Il se met même à voler de l'argent à ses amis et à sa famille pour pouvoir acheter de la drogue.
Il exerce plusieurs emplois, dont chauffeur de taxi, consultant en télémarketing, ouvrier du bâtiment, postier et vendeur chez Wal-Mart.

### Carrière
Cory Monteith commence sa carrière d'acteur à Vancouver au Canada.
En 2009, avec Lea Michele, sa partenaire dans Glee, ils sont nommés par le magazine Entertainment Weekly dans la catégorie « Summer's Must Songbirds » pour leurs rôles respectifs dans la série.
En 2010, il intègre le groupe Bonnie Dune en tant que batteur-chanteur[réf. nécessaire].
En 2011, il participe à une campagne vidéo contre l'homophobie intitulée « Straight But Not Narrow » (« Hétéro mais pas fermé »). Cette campagne permet à de jeunes comédiens hétérosexuels de s'impliquer contre l'homophobie. D'autres acteurs tels que Josh Hutcherson y ont participé,.
La même année, il obtient son diplôme d'Enseignement secondaire.

### Mort
Le 31 mars 2013, Cory Monteith est admis à sa demande en centre de désintoxication afin de traiter son addiction à certaines substances. Il avait déjà été traité une décennie plus tôt, à dix-neuf ans, sans succès. Son traitement prend fin le 26 avril 2013. Il est retrouvé mort le 13 juillet 2013 d'une overdose d'alcool et de drogue, à l'âge de 31 ans, dans une chambre d'hôtel à Vancouver, par l'un des employés.

### Vie privée
Il a été en couple avec Lea Michele, sa partenaire de la série Glee, de novembre 2011 jusqu'à son décès en juillet 2013. 
Un mois après sa disparition, Lea Michele lui dédie son prix de la meilleure actrice de série comique durant la 15e cérémonie des Teen Choice Awards. Sur son premier album solo, Louder, elle lui dédie les chansons You're Mine et If You Say So, où elle raconte leurs derniers mots échangés.
Un épisode entier de Glee lui est consacré : The quarterback (saison 5 épisode 3).

## Filmographie

### Films
- 2006 : Bloody Mary de Richard Valentine : Paul Zuckerman
- 2006 : Destination finale 3 (Final Destination 3) de James Wong : Kahill
- 2006 : Voisin contre voisin (Deck the Halls) de John Whitesell : le garçon qui a rendez-vous avec Madison
- 2007 : La Voix des morts : La Lumière (White Noise 2: The Light) : le gars en scooter
- 2007 : Invisible (The Invisible) de David S. Goyer : Jimmy
- 2007 : Whisper de Stewart Hendler : l'adolescent
- 2007 : Wannabe Macks de Brad Patterson : Stu
- 2011 : Bienvenue à Monte-Carlo (Monte Carlo) de Thomas Bezucha : Owen
- 2011 : Sisters and Brothers de Carl Bessai : Justin Montegan
- 2011 : Glee ! On Tour : Le Film 3D (Glee: The 3D Concert Movie) de Meiert Avis (en) : Finn Hudson (vidéo)
- 2013 : All The Wrong Reasons de Gia Milani : James Ascher
- 2013 : McCanick de Josh C. Waller : Simon Weeks

### Court-métrage
- 2007 : Gone de Tash Baycroft : Davis Calder

### Téléfilms
- 2005 : La Vengeance de l'au-delà (Killer Bash) de David DeCoteau : Douglas Waylan Hart (re-titré Bizutage mortel)
- 2006 : Kraken : Le Monstre des profondeurs (Kraken: Tentacles of the Deep) de Tibor Takács : Michael Smith
- 2007 : L'Homme aux yeux de loup de Yelena Lanskaya : Aaron Scates
- 2008 : Un voisin trop charmant (The Boy Next Door) de Neill Fearnley : Jason
- 2009 : Mistresses de Sergio Mimica-Gezzan : Jason

### Séries télévisées

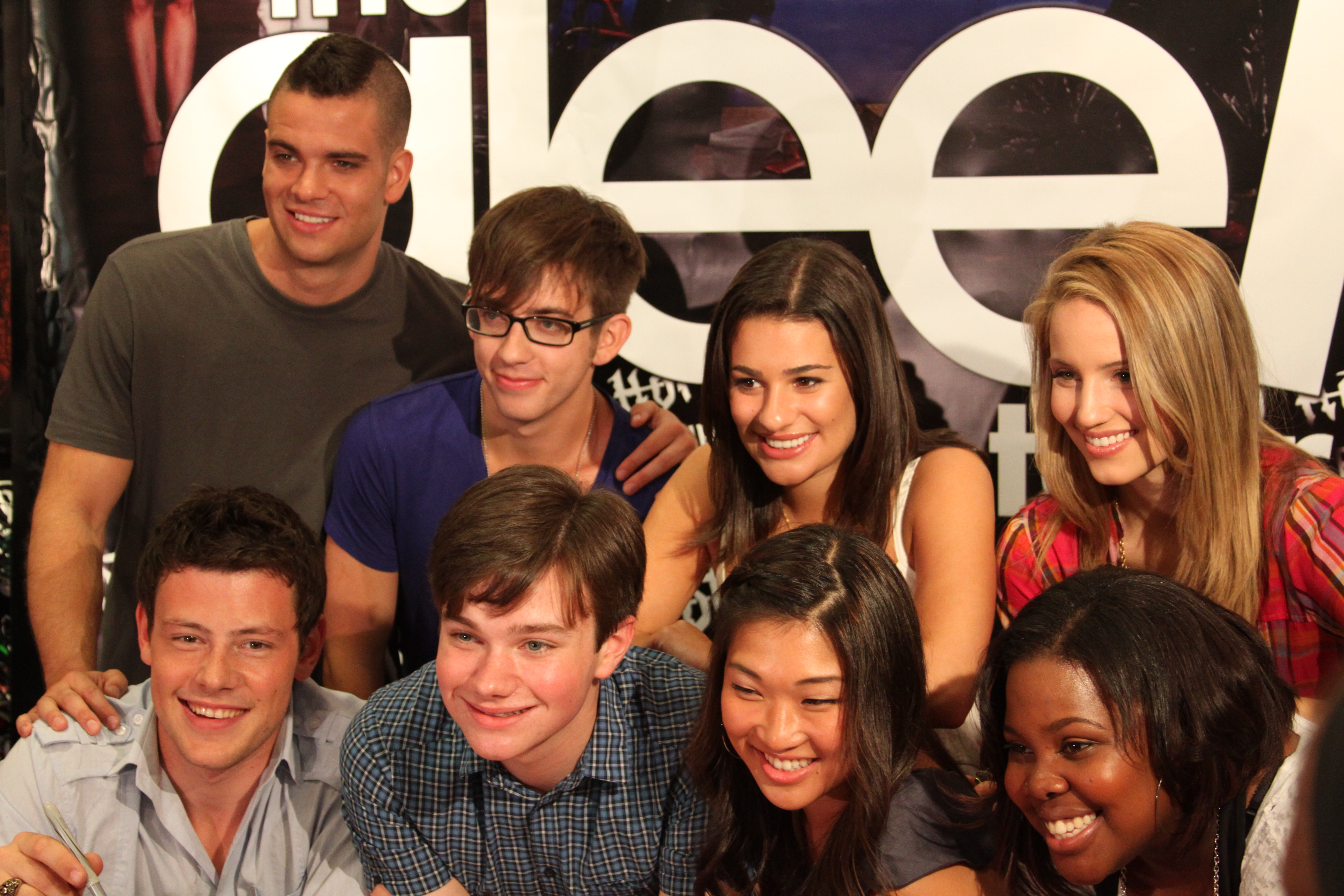
Cory Monteith avec ses amis et acteurs de la série Glee, en 2009.

- 2004 : Stargate Atlantis : Soldat Genii (saison 1, épisode 10)
- 2005 : Young Blades : Marcel Le Rue (saison 1, épisode 11)
- 2005 : Supernatural : Gary (saison 1, épisode 2)
- 2005 : Smallville : Frat Cowboy (saison 5, épisode 5)
- 2005 : Killer Instinct : Bob (saison 1, épisode 8)
- 2006 : Whistler : Lip Ring (saison 1, épisode 5)
- 2006 : Stargate SG-1 : le jeune Mitchell (saison 10, épisode 6)
- 2006-2007 : Kyle XY : Charlie Tanner (7 épisodes)
- 2007 : Flash Gordon : Ian Finley (saison 1, épisode 6)
- 2007 : Kaya : Gunnar (10 épisodes)
- 2008 : Fear Itself : James (saison 1, épisode 6)
- 2009 : The Assistants : Shane Baker (2 épisodes)
- 2009-2013 : Glee : Finn Hudson (81 épisodes)[15]

## Doublage
- 2011 : The Cleveland Show : Finn Hudson (saison 2, épisode 11)

## Discographie

### Singles

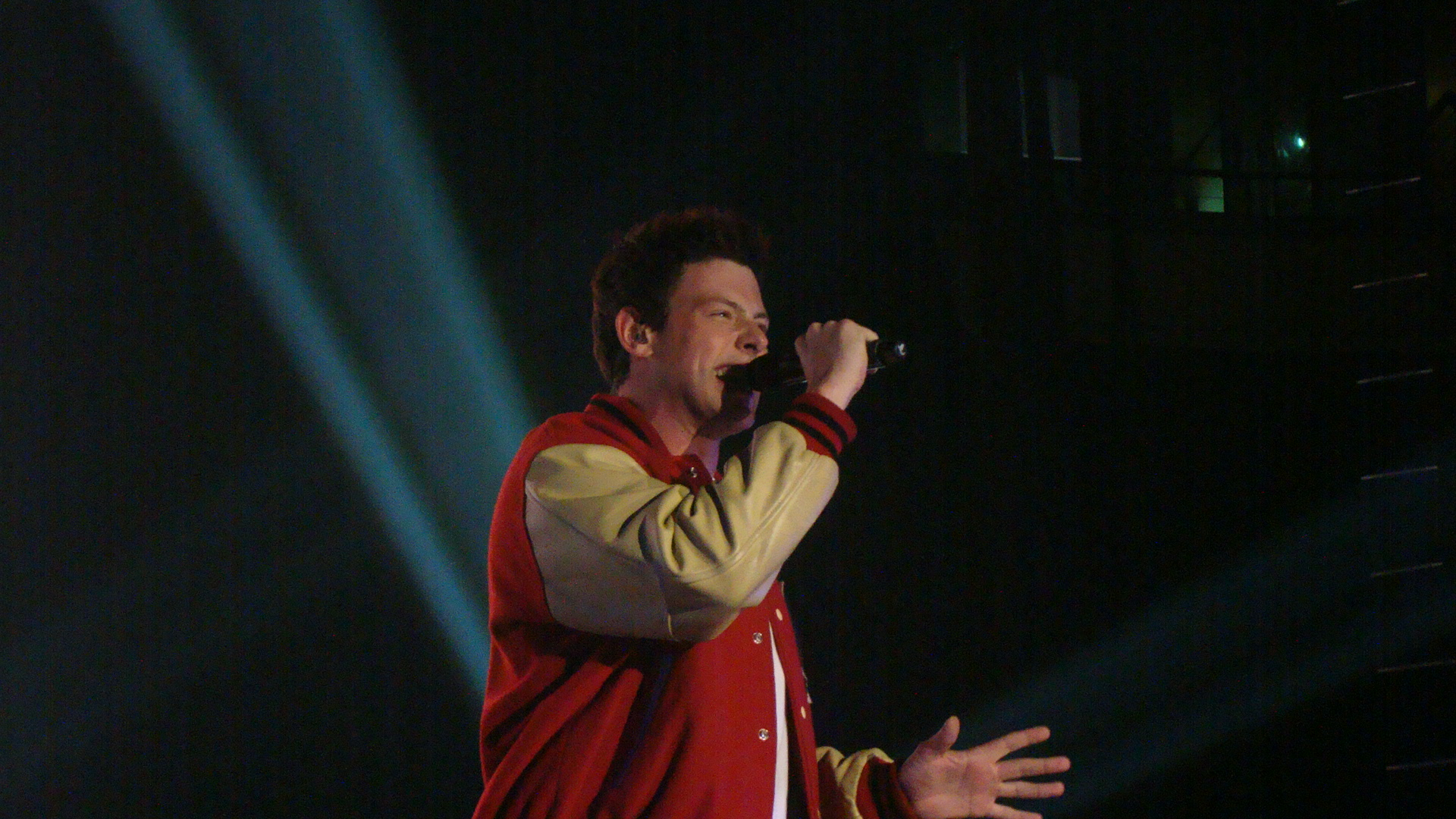
Cory dans la série Glee

| Année | Single                   | Meilleure position | Meilleure position | Meilleure position | Album                     |
| Année | Single                   | US                 | AUS                | CAN                | Album                     |
| ----- | ------------------------ | ------------------ | ------------------ | ------------------ | ------------------------- |
| 2009  | Can't Fight This Feeling | –                  | –                  | –                  | Glee: The Music, Volume 1 |
| 2009  | I'll Stand by You        | 73                 | –                  | 65                 | Glee: The Music, Volume 2 |
| 2009  | (You're) Having My Baby  | –                  | –                  | Autres singles     | Glee: The Music, Volume 2 |

| Année                               | Single | Meilleure position | Meilleure position | Meilleure position        | Album |
| Année                               | Single | US                 | AUS                | CAN                       | Album |
| ----------------------------------- | ------ | ------------------ | ------------------ | ------------------------- | ----- |
| 2010                                |        |                    |                    |                           |       |
| Don't Stop Believin'                | 4      | 5                  | 50                 | Glee: The Music, Volume 1 |       |
| Gold Digger                         | –      | 59                 | –                  | Glee: The Music, Volume 1 |       |
| Push It                             | –      | 60                 | –                  | Glee: The Music, Volume 1 |       |
| Somebody to Love                    | 28     | 65                 | 33                 | Glee: The Music, Volume 1 |       |
| It's My Life / Confessions Part. II | 30     | 22                 | 25                 | Glee: The Music, Volume 1 |       |
| No Air                              | 65     | 52                 | 65                 | Glee: The Music, Volume 1 |       |
| Keep Holding On                     | 56     | 56                 | 58                 | Glee: The Music, Volume 1 |       |
| Proud Mary                          | –      | –                  | –                  | Glee: The Music, Volume 1 |       |
| Lean on Me                          | 50     | –                  | –                  | Glee: The Music, Volume 2 |       |
| Imagine                             | 67     | –                  | 49                 | Glee: The Music, Volume 2 |       |
| Hair / Crazy in Love                | –      | –                  | –                  | Glee: The Music, Volume 2 |       |
| Jump                                | 104    | –                  | –                  | Glee: The Music, Volume 2 |       |
| Smile                               | 114    | –                  | –                  | Glee: The Music, Volume 2 |       |
| Smile                               | 102    | –                  | –                  | Glee: The Music, Volume 2 |       |
| You Can't Always Get What You Want  | –      | –                  | –                  | Glee: The Music, Volume 2 |       |
| My Life Would Suck Without You      | 51     | –                  | –                  | Glee: The Music, Volume 2 |       |
| Last Christmas                      | 63     | –                  | –                  | Last Christmas - Single   |       |

## Récompenses

### Récompenses remportées
- Hollywood Style Awards 2010
  - Male Future Style Icon Award
- Screen Actors Guild Award 2010
  - Outstanding Performance by an Ensemble in a Comedy Series
- Teen Choice Awards 2011
  - Choice TV: Actor Comedy
- Do Something Awards 2012
  - TV Star Male

### Nominations
- Screen Actors Guild Award 2011
  - Outstanding Performance by an Ensemble in a Comedy Series
- Teen Choice Awards 2009
  - Choice TV: Actor Breakout Star Male
- Teen Choice Awards 2010
  - Choice TV: Comedy Actor
  - Choice Smile
- Teen Choice Awards 2011
  - Summer: Movie Star - Male